# Léon Borgey
Léon Borgey, nacido el 23 de octubre de 1888 en Brégnier-Cordon y fallecido en 1959, es un escultor francés.

## Datos biográficos
Nacido en una familia de canteros y fabricantes de lápidas, Borgey estudió en la École des Beaux-Arts de París (1912) y luego estableció su estudio en la rue Delambre, en Montmartre. Movilizado en 1914, fue declarado no apto para el servicio por razones de salud y viajó a los Países Bajos y Marruecos (1916-1917).
De carácter individualista, Borgey quedó fuera de la comunidad artística en el período entre guerras, lo que no favoreció a su reputación. Por otra parte, sus relaciones con Ossip Zadkine, que fue contemporáneo, parecen marcadas por un resentimiento persistente, aunque sus estilos artísticos fueron muy similares.

## Obras
La obra de Borgey se compone principalmente de bronces policromados de inspiración cubista . 
Entre las mejores y más conocidas obras de Léon Borgey se incluyen las siguientes:
- Femme à la colerette, Una mujer...
- Homme debout, hombre de pie
- Nu drapé, desnudo cubierto
- Bas-relief à la mandoline, bajo relieve de la mandolina
- Bas-relief à la guitare, bajo relieve de la guitarra
- Les athlètes, los deportistas
- Baigneuses accroupies, bañistas en cuclillas
- Contrebassistes, contrabajistas
- Joueur d'accordéon, acordeonistas
- Danse indienne, danza de la India
- La femme, la mujer

Pero también una cabeza de bronce de Robert Louis Antral de 1953, conservada en el Museo de Bellas Artes y Arqueología de Chalons-en-Champagne.